# 絡石棒粉蝨
絡石棒粉蝨（学名：Aleuroclava trachelospermi）为粉蝨科棒粉蝨屬下的一个种。